# Lycée George-Sand
 (mai 2021).
Si vous disposez d'ouvrages ou d'articles de référence ou si vous connaissez des sites web de qualité traitant du thème abordé ici, merci de compléter l'article en donnant les références utiles à sa vérifiabilité et en les liant à la section « Notes et références ».
Le lycée George-Sand est un lycée français situé à La Châtre dans l'Indre.
Cet établissement scolaire tire son nom de la femme de lettres George Sand qui vivait à La Châtre pour rendre hommage à son combat pour le droit des femmes à l'éducation.
Le lycée propose un internat mixte.

## Histoire

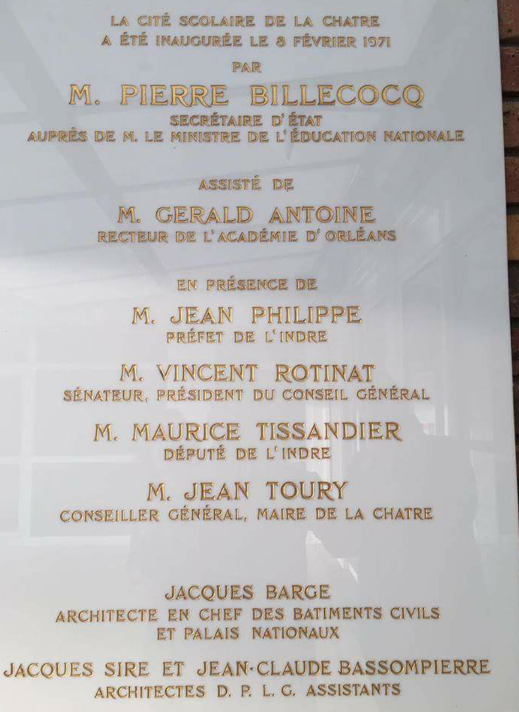
Inauguration de la cité scolaire de La Châtre le 8 février 1971.

Cet établissement était à son commencement un collège (composé uniquement de garçons). Cependant, à partir des années 1930, au sein de la période de l'entre-deux guerres, face à l'effectif devenant de plus en plus important, cette structure scolaire se mit à accueillir la gent féminine. À cette époque, l'établissement comprenait une classe unique de la 11e à la 7e classe[pas clair], puis de la 6e à la terminale. La Seconde Guerre mondiale y a amené beaucoup de réfugiés étrangers, qui se sont intégrés aisément à l'établissement et à la vie locale. En 1934, le collège des jeunes filles est supprimé. En 1954, le collège prend le nom de George-Sand.

## Formations[2]
Ce lycée général technologique et professionnel propose des classes de Seconde générale et technologique avec différents enseignements d'exploration : langues et cultures de l'antiquité (latin), littérature et société, méthodes et pratiques scientifiques, principes fondamentaux de l'économie et de la gestion, sciences de l'ingénieur, sciences économiques et sociales et sciences et laboratoire. Deux options facultatives sont proposées : arts plastiques et latin.
Le lycée George-Sand est doté, pour le baccalauréat général, d'une section Économique et Sociale (ES) dont les spécialités sont mathématiques et sciences sociales et politique ; d'une section Littéraire (L) dont les spécialités sont LV1 approfondie et mathématiques ; et, d'une section scientifique dont les spécialités sont informatique et sciences du numérique, mathématiques, physique-chimie, sciences de la vie et de la terre et sciences de l'ingénieur.
Il existe aussi une section technologique : sciences et technologies du management et de la gestion (STMG) dont la spécialité est la mercatique.
il existe aussi une section professionnel : bac pro menuiserie, charpente, aide service à la personne

## Élèves devenus célèbres
- Vincent Rotinat (parlementaire)
- Maurice Tissandier (député)
- Jean Toury (député)

## Association sportive
Le lycée George-Sand est doté d'une association sportive qui propose différentes activités encadrées par les professeurs d'éducation physique et sportive : musculation, step et aérobic, badminton, rugby et  escalade.

## Palmarès
- Classement national : 618e en 2013
- Classement départemental : 12e sur 38